# زيت الزبدة

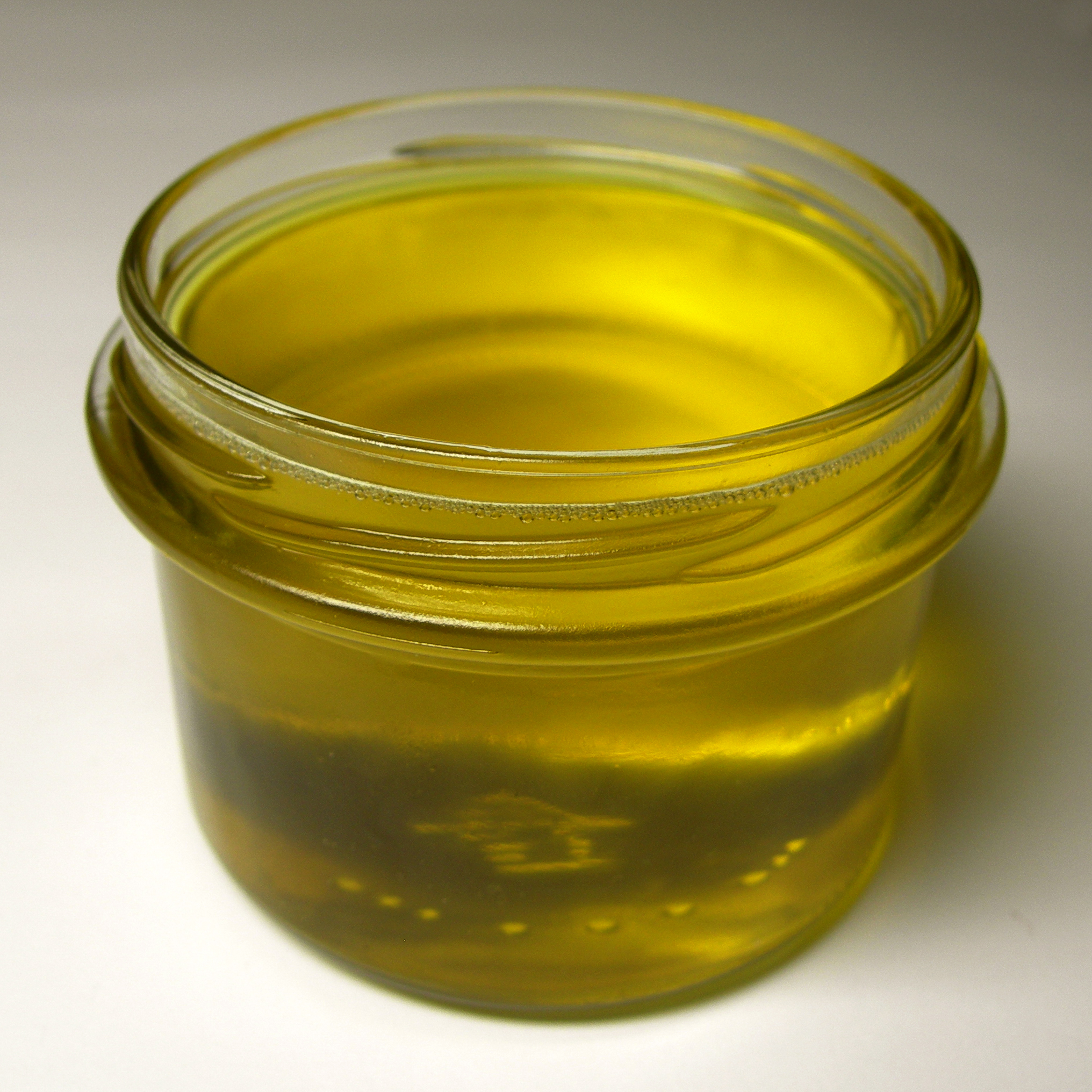
زيت الزبدة طازج ما زال سائل

زيت الزبدة هو دهن الحليب الموجود في الزبدة. يتم إنتاجه عن طريق إذابة الزبدة على نار هادئة حتى ينفصل الدهن عن المواد الصلبة التي تترسب في القاع ويتبخر الماء، ثم يتم سكب الزيت الذي يكون في الأعلى و يتم تصفيته بواسطة قمع فصل أو فاصل دهون.

## الاستخدام في الطبخ
يستخدم في المطبخ العربي والمطبخ الجنوب اسيوي لإنتاج السمن الحيواني عن طريق طهي زيت الزبدة على النار لمدة طويلة حتى يتكرمل المواد الصلبة في الحليب ويتم تصفيته.